# Naturschutzgebiet Stelborner Klippen

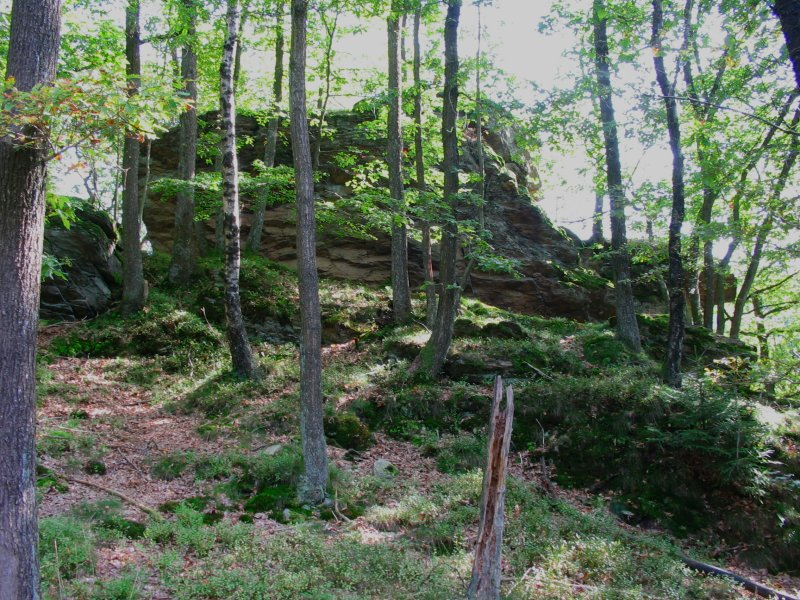
Stelborner Klippen

Das Naturschutzgebiet Stelborner Klippen ist ein 3 ha großes Naturschutzgebiet (NSG) östlich vom Weiler Stelborn im Gemeindegebiet von Kirchhundem im Kreis Olpe in Nordrhein-Westfalen. 2003 hat die Bezirksregierung Arnsberg das Gebiet per Verordnung als NSG ausgewiesen. Das NSG ist seit 2004 auch als FFH-Gebiet Stelborner Klippen ausgewiesen.

## Gebietsbeschreibung
Bei dem NSG handelt es sich um einen aus Aschen- und Kristalltuffen bestehenden vier Silikatfelsen und Blockschutthalden mit Buchen-Eichenwald. Auf dem Silikatfelsen befindet sich eine seltene Felsspaltenvegetation. Im Südwesten des NSG befinden sich zwei senkrecht abfallende bis zu 10 m hohe Felsen umgeben von einem kleinen Laubwaldstreifen. Oberhalb eines das NSG querenden Weges befinden sich in einem teilweise auf Blockschutt stockenden Buchen-Eichenwald zwei weitere Felsen. Der westlich gelegene etwa 8 m hohe Fels weist an südexponierten, unbeschatteten Felspartien ein großes Vorkommen von Nordischem Streifenfarn auf.